# Walter Grimshaw
Pour les articles homonymes, voir Grimshaw.
Walter Grimshaw, né le 12 mars 1832 et mort le 27 décembre 1890, est un compositeur de problème d'échecs britannique du XIXe siècle. En 1854 il gagna à Londres le premier concours de composition de problèmes d'échecs. Il est célèbre pour ses compositions et pour avoir donné son nom à un thème de problème d'échecs devenu un classique, le Grimshaw.